# Sequenza di Golomb
In matematica, la sequenza di Golomb, che prende il nome dal matematico e ingegnere americano Solomon W. Golomb, è una successione di interi monotona non decrescente nella quale an rappresenta il numero di volte in cui n compare nella successione stessa. La successione inizia con a1 = 1 e ha la proprietà che, per qualsiasi n > 1, an è il primo e unico intero che soddisfa la definizione. Ad esempio, il termine a1 = 1 afferma che il numero 1 appare una e una sola volta nella sequenza, perciò a2 non può essere anch'esso 1, ma può (e deve) essere l'intero successivo, 2. I primi termini della sequenza di Golomb sono
1, 2, 2, 3, 3, 4, 4, 4, 5, 5, 5, 6, 6, 6, 6, 7, 7, 7, 7, 8, 8, 8, 8, 9, 9, 9, 9, 9, 10, 10, 10, 10, 10, 11, 11, 11, 11, 11, 12, 12, 12, 12, 12, 12...

## Relazione di ricorrenza
Colin Mallows ha ottenuto una relazione di ricorrenza esplicita per gli elementi della sequenza di Golomb:
{\displaystyle a(1)=1;\;\;a(n+1)=1+a(n+1-a(a(n)))}.
Una stima asintotica per an è
{\displaystyle \varphi ^{2-\varphi }n^{\varphi -1},}
dove {\displaystyle \varphi } è il valore della sezione aurea (approssimativamente 1.618034).